# Superliga (damvolleyboll, Serbien)
Superliga är högsta serien i volleyboll för damer i Serbien. Serien består av 10 lag. Den ersatte Serbien och Montenegros förstadivision i Serbien efter att federationen Serbien och Montenegro upplösts 2006.

## Upplagor
| Upplaga                   | Podium                    | Podium                    | Podium                                                 |
| Upplaga                   | Guld                      | Silver                    | Brons                                                  |
| ------------------------- | ------------------------- | ------------------------- | ------------------------------------------------------ |
| 2006/2007 mer information | ŽOK Poštar                | ŽOK Jedinstvo Užice       | OK Röda stjärnan Belgrad                               |
| 2007/2008 mer information | ŽOK Poštar                | OK Röda stjärnan Belgrad  | ŽOK Dinamo Pančevo 1973                                |
| 2008/2009 mer information | ŽOK Poštar                | OK Röda stjärnan Belgrad  | ŽOK Dinamo Pančevo 1973                                |
| 2009/2010 mer information | OK Röda stjärnan Belgrad  | ŽOK Spartak Subotica      | OK TENT                                                |
| 2010/2011 mer information | OK Röda stjärnan Belgrad  | ŽOK Vizura                | OK TENT och ŽOK Dinamo Pančevo 1973                    |
| 2011/2012 mer information | OK Röda stjärnan Belgrad  | ŽOK Spartak Subotica      |                                                        |
| 2012/2013 mer information | OK Röda stjärnan Belgrad  | ŽOK Spartak Subotica      | ŽOK Jedinstvo Užice och ŽOK Vizura                     |
| 2013/2014 mer information | ŽOK Partizan              | OK Röda stjärnan Belgrad  | OK Jedinstvo Stara Pazova och OK TENT                  |
| 2014/2015 mer information | ŽOK Vizura                | ŽOK Spartak Subotica      | OK Jedinstvo Stara Pazova och OK Röda stjärnan Belgrad |
| 2015/2016 mer information | ŽOK Vizura                | OK Jedinstvo Stara Pazova | ŽOK Spartak Subotica och ŽOK Železničar Lajkovac       |
| 2016/2017 mer information | ŽOK Vizura                | OK Jedinstvo Stara Pazova | OK TENT och OK Röda stjärnan Belgrad                   |
| 2017/2018 mer information | ŽOK Vizura                | OK Röda stjärnan Belgrad  | OK Jedinstvo Stara Pazova och ŽOK Železničar Lajkovac  |
| 2018/2019 mer information | ŽOK Železničar Lajkovac   | OK Jedinstvo Stara Pazova | ŽOK Vizura och OK Röda stjärnan Belgrad                |
| 2019 mer information      | OK TENT                   | OK Jedinstvo Stara Pazova | ŽOK Ub                                                 |
| 2020/2021 mer information | ŽOK Ub                    | OK TENT                   | OK Jedinstvo Stara Pazova                              |
| 2021/2022 mer information | OK Röda stjärnan Belgrad  | ŽOK Ub                    | OK Jedinstvo Stara Pazova och ŽOK Železničar Lajkovac  |
| 2022/2023 mer information | OK Jedinstvo Stara Pazova | ŽOK Ub                    | OK Röda stjärnan Belgrad och ŽOK Železničar Lajkovac   |
| 2023/2024 mer information | OK Jedinstvo Stara Pazova | OK TENT                   | OK Röda stjärnan Belgrad och ŽOK Železničar Lajkovac   |

## Medaljörer
| Pos. | Lag                       | Guld | Silver | Brons |
| ---- | ------------------------- | ---- | ------ | ----- |
| 1    | OK Röda stjärnan Belgrad  | 5    | 4      | 6     |
| 2    | ŽOK Vizura                | 4    | 1      | 2     |
| 3    | ŽOK Poštar                | 3    | -      | -     |
| 4    | OK Jedinstvo Stara Pazova | 2    | 4      | 5     |
| 5    | OK TENT                   | 1    | 2      | 4     |
| 6    | ŽOK Ub                    | 1    | 2      | 1     |
| 7    | ŽOK Železničar Lajkovac   | 1    | -      | 5     |
| 8    | ŽOK Partizan              | 1    | -      | -     |
| 9    | ŽOK Spartak Subotica      | -    | 4      | 1     |
| 10   | ŽOK Jedinstvo Užice       | -    | 1      | 1     |
| 11   | ŽOK Dinamo Pančevo 1973   | -    | -      | 3     |